# Guillebert de Mets
Guillebert de Mets (vermoedelijk 1415-1460) was een Vlaams  kopiist uit de 15e eeuw, bekend door zijn beschrijving van Parijs (1434). Hij werd geboren te Geraardsbergen alwaar hij schepen werd. Hij was lange tijd gekend als Guillebert de Metz, een fout die waarschijnlijk geïntroduceerd werd door de drukkers die zijn Description de Paris uitgaven.

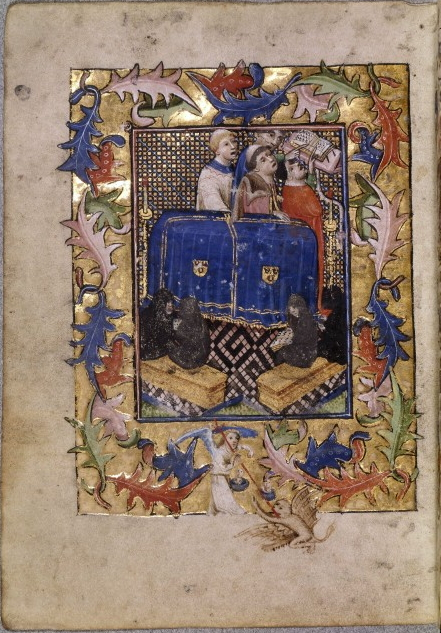
Miniatuur in l'Office des morts door de Meester van Guillebert de Mets, zo genoemd naar zijn miniaturen in een Decamerone in de Bnf, geschreven door Guillebert de Mets

Hij schreef voor de hertog van Bourgondië, Filips de Goede, deze Description de Paris. De autograaf is nu in het bezit is van de Koninklijke Bibliotheek van België en maakt deel uit van het verzamelhandschrift met als signatuur MS. 9559-64. Het 'schrijven' moet zoals dikwijls in de middeleeuwen niet al te letterlijk geïnterpreteerd worden. Guillebert schreef zelf in zijn incipit: La description de la ville de Paris et de l’excellence du royaume de France, transcript et extrait de plusieurs aucteurs par Guillebert de Mets l’an mil  .iiii.c et .xxxiv. Hij claimt dus duidelijk geen originaliteit, de eerste 11 van de 29 hoofdstukken zijn trouwens nagenoeg letterlijk overgenomen van de Cité de Dieu van Raoul de Presles en voor de rest gebruikt hij verschillende kronieken. Naast de Beschrijving van Parijs bevat het handschrift verscheidene andere teksten onder meer l'Épître d'Othéa van Christine de Pizan, Des quatre principaux vertus van de Pseudo-Seneca in een vertaling van Courtecuisse, Les epitres du débat sur le Romant de la Rose, Ung traité de parler et de taire en Des cinq lettres du nom de Paris. 
Er zijn nog verscheidene andere handschriften gekend van de hand van Guillebert de Mets, als kopiist dan, zoals een kopie van de Franse vertaling van de Decamerone van Laurent de Premierfait, nu bewaard in de BnF met als signatuur Arsenal Ms. 5070, en in de  Koninklijke Bibliotheek in Den Haag bewaart men het handschrift Le Livre de Sydrac le Philosophe - Lucidaire (MS. 133. A. 2) waarin Guillebert zelf schrijft escript de la main Guillebert de Mets, libraire de mons. le duc Jehan de Bourgoigne. Hij was dus librariër voor Jan zonder Vrees en werkte later ook voor diens zoon Filips de Goede. Hij zou ook voor Karel VI hebben gewerkt.
De Mets was in 1425 schepen te Geraardsbergen en in 1430 wordt hij benoemd tot stadsontvanger. Vanaf 1430 is hij waard van de herberg "in den vranxschen scilt" (In het Franse schild). In zijn kopie van de Franse Decamerone noemt hij zichzelf  transcripvain of kopiist en refereert hij zelf aan zijn herberg. Volgens R. Lievens zou Guillebert de Mets verantwoordelijk geweest zijn voor de selectie van de teksten in het Geraardsbergse handschrift, naast het Gruuthuse-handschrift een van de belangrijkste verzamelhandschriften in het Middelnederlands.